# 小山勉
小山勉（1936年7月26日—2012年7月2日）是一名日本前排球运动员。他在1964年夏季奥林匹克运动会中，参加了男子排球比赛并获得铜牌。他也参加了1958年和1962年亚洲运动会。